# Robert Frédéric Groeninx van Zoelen
Jhr. Robert Frédéric Groeninx van Zoelen (Den Haag, 7 februari 1889 - Katwijk, 18 april 1979) was een Nederlands publicist, antiquair en fascistisch politicus.
Groeninx, lid van de familie Groeninx van Zoelen, stamde uit een adellijk Nederlands geslacht. Hij was een tijdlang bestuurslid van de Nationale Unie. In 1933 was hij secretaris van het Directorium van de Corporatieve Concentratie. Vanaf april 1934 tot 1935 was hij leider van De Vuurslag, een afsplitsing van de Algemeene Nederlandsche Fascisten Bond. In de jaren 1940 en 1941 betoonde hij zich actief in de Nederlandsche Unie.
 Portaal: Fascisme en nationaalsocialisme in Nederland · Fascisme · Nationaalsocialisme